# Nicolás Matayoshi
Nicolás Matayoshi Matayoshi es un investigador y escritor peruano. Ha recibido el grado de doctor honoris causa por la Universidad Peruana Los Andes.
Nacido en Huancayo en 1949. Inició su carrera de escritor colaborando con algunos periódicos huancaínos en la década de los años 1970. En 1981 escribió "Los Tesoros de Catalina Huanca" en la que recogía la oralidad del Valle del Mantaro. Sus otras publicaciones incluyen:
- "Poemario" (Lima, 1993)
- "La Sirenita del Huaytapallana y otras leyendas" (Huancayo, 2010)
- "La incontrastable ciudad de Huancayo, Dioses Huancas y otros ensayos" (Huancayo, 2012)
- "La feria dominical de Huancayo. Historia y pueblo (1874-2014)" (Huancayo, 2016)

## Trayectoria política
Participó en las elecciones municipales de 1983 como candidato a regidor por la Izquierda Unida en la lista encabezada por Saúl Muñoz Menacho obteniendo la representación. En julio de 1984, a siete meses de tomar posesión del cargo, el alcalde Muñoz fue asesinado por la organización terrorista Sendero Luminoso por lo que el teniente alcalde Juan Tutuy Aspauza debió asumir el cargo de alcalde provincial hasta el fin del periodo y Matayoshi ocupó el cargo de Teniente Alcalde hasta que termine el periodo en 1986.